# Centrum Aletti
Centrum Aletti je studijní a výzkumné středisko Tovaryšstva Ježíšova, zaměřené k podnícení dialogu mezi kulturami a náboženstvími v nové Evropě. Vychází z cyrilometodějské tradice, z duchovního dědictví jak Západu, tak Východu, a to v duchu ekumenismu. Je místem setkání a spolupráce mezi křesťany, a tím podněcuje k nové evangelizaci v Evropě. Nabízí pomoc místní církvi, především na úseku duchovní formace. Sídlí v Olomouci, Křížkovského 2.

## Historie
Historie založení Centra Aletti v Olomouci je spojena s osobou kardinála Tomáše Špidlíka, který v roce 1992 koncipoval jeho hlavní myšlenky. S nově založeným Centrem E. Aletti Papežského orientálního ústavu v Římě se uskutečnila v letech 1993-1996 českých zemích a na Slovensku řada konferencí. Tyto aktivity vedly olomouckého arcibiskupa Jana Graubnera k pozvání jezuitů do Olomouce, k převzetí pastorace vysokoškoláků a založení Centra Aletti. Proto nabídl kanovnické rezidence v Křižkovského ul. 2 a 4 jezuitům k založení řeholní rezidence Tovaryšstva Ježíšova a s tím spojeného Centra Aletti. Kanonicky bylo Centrum Aletti zřízeno 14.9.1996.

## Charakteristika
Založením Centra Aletti generálním představeným TJ Petrem Hansem Kolvenbachem v roce 1996 vznikla instituce, která svoji činností propojuje oblast teologické reflexe současnosti a tradice, kultury a umění, vzdělávání a formace. Veškerá její činnost je podmíněna jednoznačně profilovaným křesťanským způsobem života, který se opírá o ignaciánskou spiritualitu a staví na duchovním rozlišování. Její profilace vychází ze systematické vědecké práce v teologii (především spiritualitě, antropologii, ekumenismu, pastorální teologii a teologii kultury), která vtiskuje stylu života, práci a jednotlivým dílčím projektům typický akcent:
1. poučený a vědeckou diskuzí odůvodněný vhled,
2. zohlednění potřeb místní církve a české společnosti a zároveň rozvíjet tvůrčí jednání v duchu zásady uvažovat globálně a nezapomínat na praktické podmínky života prostých lidí,
3. hledání talentů, sdílející hodnoty a formy života a poslání Centra Aletti,
4. v rámci ČR i mimo jiné hranice vytváření sítí jednotlivců, skupina a institucí v rámci ignaciánské inspirace, odborné a hodnotové blízkosti,
5. porozumění kontextu rozmanitosti a diferenciace křesťanských tradic, především v dějinné a kulturní ose Východ – Západ,
6. pochopení rizika akademismu a setrvačných klišé praxe současných univerzitních institucí a zároveň uchování kontaktu s univerzitním světem,
7. přesvědčení, že veškerá činnost je zároveň formací, umožňující rozvíjet svobodu vlastního evangelního poslání,
8. vnímaní tendencí nových hranic mezi spiritualitou a náboženství, charismatem a institucí, soukromým a veřejným, individuálním a kulturním, uměním a vědou a usilovat o jejich vzájemnou synergii.

Prioritou je nezaměnitelný jezuitský ráz díla. Je esenciálně propojeno s římským Centrem E. Aletti, které pod vedením P. Marka Rupnika SJ v návaznosti na ideje kardinála Tomáše Špidlíka rozvíjí specifické činnosti Ateliéru umění a vlastní teologickou školu. Prohlubující se spolupráce s dalšími jezuitskými díly v Evropě považujeme za základní linii práce Centra Aletti.

## Organizace a činnost
Centrum Aletti bylo do června 2025 vedeno týmem, který tvořil Pavel Ambros SJ, Michal Altrichter SJ a Sr. Luisa Karczubová. CA spolupracuje s akademickými a církevními institucemi. Chce uchovat ve svých činnostech především inovační a tvůrčí charakter vědecké práce. Proto propojení badatelské práce se spirituální a kulturní formací tvoří základní rys jejího poslání. Chce si uchovat apoštolskou svobodu pro své rozhodování. Proto je i místem duchovního rozlišování, které umožňuje Centru Aletti volit témata badatelského zájmu a formulovat základní otázky pro praxi církve dnes. Pedagogická činnost na univerzitách a propojení na pastoraci vysokoškoláků považuje za svou nedílnou součást.
Vědecká a spirituální formace týmu spolupracovníků je spojena s projekty, které chápe jako příležitost být s těmi, kteří mají přirozené i nadpřirozené dispozice znásobit vlohy, které obdrželi. Péče o jejich vlastní sebeformaci v oblasti jazykové, kulturní, vědecké a spirituální je propojena s praxí duchovního doprovázení a duchovních cvičení. K jejich formaci patří i získávání mezinárodních zkušeností, osobní kontakt s cizím kulturním prostředí a schopnost komunikovat se zahraničním. Knihovna Centra Aletti a nakladatelství Refugium jsou těmi prostředky, kterými se jednotlivé priority uskutečňují.
Centrum Aletti preferuje tyto adresáty svých činností:
1. kněží, řeholníci a řeholnice odpovědní za formaci ve všech jejich obdobích formace,
2. pracovníci v oblasti vědy a výzkumu, studenti doktorských, magisterských studijních programů,
3. křesťany aktivně činní ve službě a poslání církevních institucí,
4. ty, kteří v sobě spojují svět spirituality, umění a vědy,
5. křesťany různých tradic a konfesí,
6. křesťany východní tradice.

Činnost Centra Aletti:
1. společný život v duchu ignaciánského řeholního charizmatu.
2. společné programy s Centrem Aletti v Římě,
3. formace týmu a spolupracovníků Centra Aletti,
4. duchovní obnovy (víkendové formační přednášky; rekolekce),
5. exerciční činnost (osobně vedené exercicie, exercicie "všedního dne" a jiné typy exercicií),
6. ecelené stipendijní pobyty pozvaných studentů doktorských studijních programů,
7. krátkodobé studijní a badatelské pobyty pozvaných hostů,
8. tematické konference, odborné semináře, kurzy a ostatní přednášková činnost,
9. vlastní teologická rešerše,
10. oborová komunikace s přednášejícími Tovaryšstva Ježíšova ve světě,
11. spolupráce a účast na programech církevních, akademických a ostatních institucí,
12. typizované úkoly pro Českou provincii Tovaryšstva Ježíšova,
13. spolupráce s umělci (vernisáže, přednášky…atd.).
14. garance a oborová profilace knihovny Centra Aletti.
15. koncepce a garance vydavatelské činnosti nakladatelství Refugium (vytváření jeho edičního plánu…atd.).
16. služba místní církvi v duchu ignaciánského charizmatu.

## Kontroverze
V roce 2023 se olomoucké Centrum Aletti stalo terčem kritiky kvůli nevybíravé reakci doc. Michala Altrichtera na řeholnice, které obvinily ze zneužívání jesuitského kněze a umělce M. I. Rupnika, a kvůli svérázným naukám, které podle všeho vycházejí ze soukromých zjevení, ale jejich zdroj není v publikacích, tvářících se jako odborná teologická pojednání, otevřeně uváděn. Z důvodu stížností a naukových lapsů proto nový provinciál jezuitů Pavel Bačo ředitele Centra Aletti od června 2025 odvolal a nařídil aby problémové knihy byly vyřazeny z distribuce. Rovněž se distancoval od společenství Služebníků Ježíšova Velekněžského Srdce, které se na Centrum Aletti navázalo a přislíbil, že společenství bude kanonickoprávně prošetřeno.